# Jeux paralympiques d'été de 2012
Les XIVe Jeux paralympiques, intitulés Jeux paralympiques d'été de 2012, se déroulent à Londres (voir les lieux d'accueil) du 29 août au 9 septembre 2012. Londres a remporté simultanément le droit d'organiser les Jeux paralympiques et les Jeux olympiques d'été de 2012 ; les autres villes candidates finalistes étaient Paris, New York, Madrid et Moscou. Le Royaume-Uni accueille ces Jeux pour la deuxième fois, après ceux de 1984 à Stoke Mandeville (coorganisés avec les États-Unis). Les Jeux sont présentés comme un « retour au pays », le mouvement paralympique étant né d'une initiative du docteur Ludwig Guttmann à Stoke Mandeville en 1948 ; il y avait organisé des Jeux pour ses patients handicapés de guerre,. Vingt catégories sportives sont présentes aux Jeux de 2012 : le tir, le tir à l'arc, l'athlétisme, la boccia, le cyclisme, les sports équestres, le football à cinq, le football à sept, le goalball, le judo, la force athlétique, l'aviron, la voile, la natation, le tennis de table, le volleyball, le basketball, l'escrime, le rugby et le tennis.
Pour la première fois depuis les Jeux paralympiques d'été de 2000, les athlètes atteints de handicaps mentaux sont autorisés à prendre part, à la suite d'une décision du Comité international paralympique en 2008. Ils concourent à des épreuves d'athlétisme, de natation et de tennis de table. Quelque 4 200 athlètes sont attendus aux Jeux, soit environ 250 de plus qu'aux Jeux de 2008. Ces athlètes représentent 164 pays, soit 16 de plus qu'à Pékin. Quatorze nations participent aux Jeux pour la toute première fois : Antigua-et-Barbuda, le Brunei, le Cameroun, la République démocratique du Congo, les Comores, la Corée du Nord, Djibouti, la Gambie, la Guinée-Bissau, les Îles vierges américaines, le Libéria, le Mozambique, Saint-Marin, et les Îles Salomon. Pour sa part, Trinité-et-Tobago participe aux Jeux paralympiques pour la première fois depuis 1988,.

## Organisation et préparation
Selon les organisateurs, environ 2,1 millions de tickets ont été vendus pour les jeux Paralympiques au 9 août 2012, battant ainsi le précédent record de Pékin. Le 2 septembre, les ventes ont atteint 2,42 millions (sur environ 2,5 millions disponibles). Au Royaume-Uni, les Jeux bénéficient d'une couverture médiatique sans précédent, avec « une couverture télévisée toute la journée et des images en première page [des journaux] tous les jours ». La chaîne Channel 4 et ses chaînes associées, détentrices des droits, diffusent environ 500 heures de compétition. Channel 4 orchestre une publicité importante pour susciter l'intérêt du public, notamment au moyen d'un clip intitulé Meet the Superhumans (« Voici les surhommes »), « largement acclamé » au-delà même du Royaume-Uni,,,. La cérémonie d'ouverture est suivie par 11,2 millions de personnes au Royaume-Uni, donnant à Channel 4 un record d'audience que la chaîne n'avait pas connue depuis « plus d'une décennie ». Les Jeux suscitent un engouement populaire dans le pays organisateur ; les stars paralympiques, tels Ellie Simmonds, David Weir ou Jonnie Peacock deviennent « connus de tous ».

### Sites des compétitions

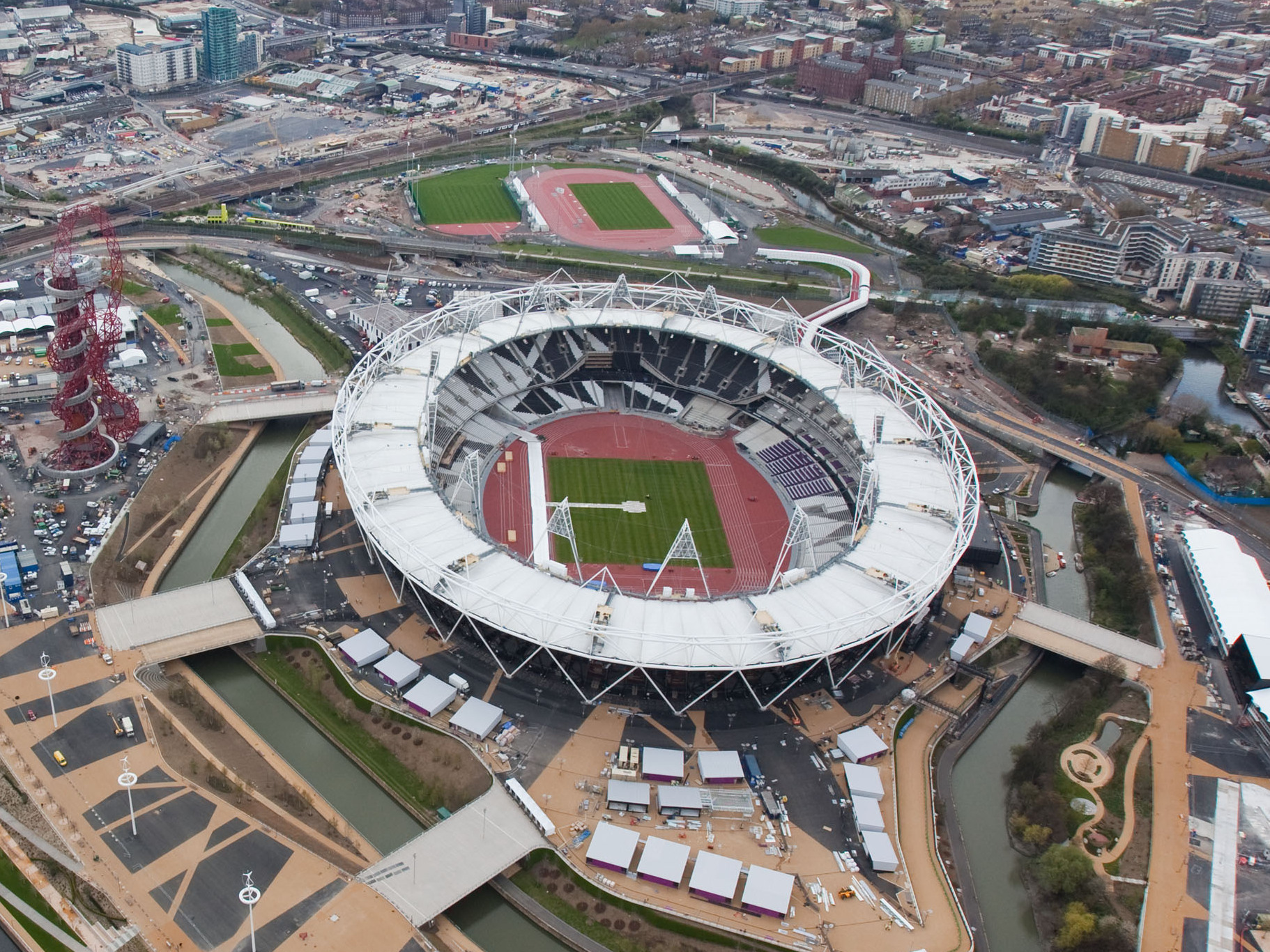
Stade olympique de Londres, avril 2012.

Les Jeux paralympiques d'été de 2012 utilisent la plupart des installations des Jeux olympiques d'été de 2012, avec quelques nouveaux lieux tels que Eton Manor pour le tennis en fauteuil roulant et le circuit de Brands Hatch pour le cyclisme sur route. Les installations olympiques de Londres ont spécialement été conçues pour être accessibles afin qu'elles puissent accueillir les Jeux paralympiques ; les sites olympiques contiennent des zones spéciales avec des sièges accessibles pour les Jeux paralympiques.
Certains de ces sites sont réutilisés en 2014 pour les premiers Jeux Invictus, jeux multisports internationaux pour soldats blessés et handicapés.

### Journée paralympique et «Super Saturday»
Le 8 septembre 2011 a été organisé  à Trafalgar Square la Journée internationale paralympique, organisé par Rick Edwards, Ade Adepitan et Iwan Thomas, pour coïncider avec une visite à Londres des représentants du Comité international paralympique. L'événement célébré les Jeux paralympiques, la présentation et la démonstration des 20 sports qui figureraient pendant les Jeux. Le Premier ministre britannique David Cameron et maire de Londres Boris Johnson ont également fait une apparition.
Deux jours plus tard, le 10 septembre 2011, la chaîne de supermarchés Sainsbury's et Channel 4 ont présenté le Sainsbury Super Saturday, un événement familial à Clapham Common. L'événement comprenait des vitrines de sports paralympiques, et un concert mettant en vedette la musique pop avec des artistes tels que Nicola Roberts, The Wanted et The Saturdays.

## Nations participantes

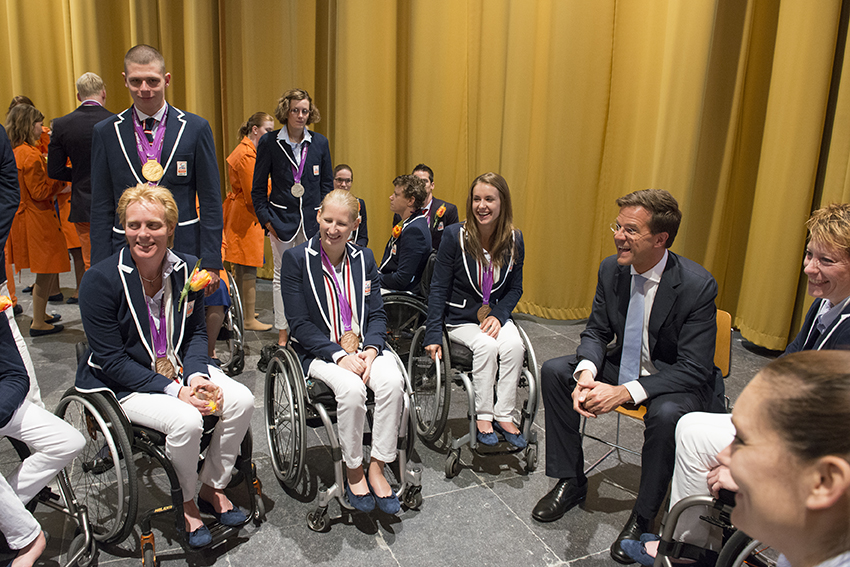
Le Premier ministre des Pays-Bas Mark Rutte avec l'équipe néerlandaise.

Quatorze nations participent aux Jeux pour la toute première fois : Antigua-et-Barbuda, le Brunei, le Cameroun, la République démocratique du Congo, les Comores, la Corée du Nord, Djibouti, la Gambie, la Guinée-Bissau, les Îles vierges américaines, le Libéria, le Mozambique, Saint-Marin, et les Îles Salomon. Pour sa part, Trinité-et-Tobago participe aux Jeux paralympiques pour la première fois depuis 1988,.
Le Malawi, qui devait également participer pour la première fois, a annulé sa participation quelques heures avant la cérémonie d'ouverture, expliquant n'avoir pas les moyens de prendre part aux Jeux. Le Botswana a également annulé sa participation au dernier moment. Le Comité olympique botswanais a en effet retiré son soutien financier au Comité paralympique du pays, évoquant des « anomalies financières » dans la gestion des fonds par ce dernier. Les deux pays auraient été représentés par des coureurs aveugles ou malvoyants.
| Afrique | Amériques | Asie | Europe | Océanie                                                                                                |
| --- | --- | --- | --- | --- |
| - Afrique du Sud - Algérie - Angola - Bénin - Burkina Faso - Burundi - Cameroun - Cap-Vert - République centrafricaine - Union des Comores - République démocratique du Congo - Côte d'Ivoire - Djibouti - Égypte - Éthiopie - Gabon - Gambie - Ghana - Guinée-Bissau - Kenya - Lesotho - Libéria - Libye - Madagascar - Mali - Maroc - Maurice - Mauritanie - Mozambique - Namibie - Niger - Nigeria - Ouganda - Rwanda - Sénégal - Sierra Leone - Soudan - Tanzanie - Tunisie - Zambie - Zimbabwe | - Antigua-et-Barbuda - Argentine - Barbade - Bermudes - Brésil - Canada - Chili - Colombie - Costa Rica - Cuba - Équateur - États-Unis - Guatemala - Haïti - Honduras - Jamaïque - Mexique - Nicaragua - Panama - Pérou - Porto Rico - République dominicaine - Salvador - Suriname - Trinité-et-Tobago - Uruguay - Venezuela - Îles Vierges des États-Unis | - Afghanistan - Arabie saoudite - Bahreïn - Birmanie - Brunei - Cambodge - Chine - Taipei chinois - Corée du Nord - Corée du Sud - Émirats arabes unis - Hong Kong - Inde - Indonésie - Irak - Iran - Japon - Jordanie - Kazakhstan - Kirghizistan - Koweït - Laos - Liban - Macao - Malaisie - Mongolie - Népal - Oman - Ouzbékistan - Pakistan - Palestine - Philippines - Qatar - Singapour - Sri Lanka - Syrie - Tadjikistan - Thaïlande - Timor oriental - Turkménistan - Viêt Nam | - Albanie - Allemagne - Andorre - Arménie - Autriche - Azerbaïdjan - Belgique - Biélorussie - Bosnie-Herzégovine - Bulgarie - Chypre - Croatie - Danemark - Estonie - Espagne - Îles Féroé - Finlande - France - Géorgie - Grèce - Hongrie - Irlande - Islande - Israël - Italie - Lettonie - Lituanie - Macédoine - Malte - Moldavie - Monténégro - Norvège - Pays-Bas - Pologne - Portugal - République tchèque - Roumanie - Grande-Bretagne - Russie - Saint-Marin - Serbie - Slovaquie - Slovénie - Suède - Suisse - Turquie - Ukraine | - Australie - Fidji - Nouvelle-Zélande - Papouasie-Nouvelle-Guinée - Salomon - Samoa - Tonga - Vanuatu |
| 41 pays | 28 pays | 41 pays | 47 pays | 8 pays                                                                                                 |

## Compétition

### Sports au programme
À la suite de l'autorisation des athlètes atteints de handicaps mentaux, le nombre de disciplines augmente de 27 par rapport aux Jeux paralympiques d'été de 2008.
| Nombre d'épreuves        | Hommes   | Femmes  | Mixtes | Total    |
| ------------------------ | -------- | ------- | ------ | -------- |
| Athlétisme               | 102      | 66      |        | 168      |
| Aviron                   | 1        | 1       | 2      | 4        |
| Basket-ball              | 1        | 1       |        | 2        |
| Boccia                   |          |         | 7      | 7        |
| Cyclisme • Route • Piste | 27 16 11 | 19 12 7 | 4 3 1  | 50 31 19 |
| Équitation               |          |         | 11     | 11       |
| Escrime                  | 7        | 5       |        | 12       |
| Football à 5             | 1        |         |        | 1        |
| Football à 7             | 1        |         |        | 1        |
| Goalball                 | 1        | 1       |        | 2        |

| Nombre d'épreuves | Hommes | Femmes | Mixtes | Total |
| ----------------- | ------ | ------ | ------ | ----- |
| Haltérophilie     | 10     | 10     |        | 20    |
| Judo              | 7      | 6      |        | 13    |
| Natation          | 89     | 59     |        | 148   |
| Rugby             |        |        | 1      | 1     |
| Tennis            | 2      | 2      | 2      | 6     |
| Tennis de table   | 4      | 4      | 4      | 12    |
| Tir               | 3      | 3      | 6      | 12    |
| Tir à l'arc       | 5      | 4      |        | 9     |
| Voile             |        |        | 3      | 3     |
| Volley-ball       | 1      | 1      |        | 2     |
| Total (20 sports) | 259    | 205    | 35     | 499   |

### Calendrier
|  | Cérémonies |  | Jour de compétition |  | Jour de finale | 4 | Nombre de finales |

| Cérémonies            | Cérémonies            | Logo IPC                               | O  |    |    |    |    |    |    |    |    |    |    | C |
| Athlétisme            | Athlétisme            | Pictogramme Athlétisme                 |    |    | 9  | 18 | 21 | 17 | 17 | 24 | 20 | 17 | 23 | 4 |
| Aviron                | Aviron                | Pictogramme Aviron                     |    |    |    |    | 4  |    |    |    |    |    |    |   |
| Basket-ball           | Basket-ball           | Pictogramme Basket-ball                |    |    |    |    |    |    |    |    |    | 1  | 1  |   |
| Boccia                | Boccia                | Pictogramme Boccia                     |    |    |    |    |    |    | 3  |    |    |    | 4  |   |
| Cyclisme              | Cyclisme              | Pictogramme Cyclisme                   |    | 5  | 5  | 5  | 3  |    |    | 18 | 4  | 6  | 4  |   |
| Équitation            | Équitation            | Pictogramme Équitation                 |    |    |    | 2  | 3  | 2  | 4  |    |    |    |    |   |
| Escrime               | Escrime               | Pictogramme Escrime handisport         |    |    |    |    |    |    | 4  | 4  | 2  | 1  | 1  |   |
| Football à 5          | Football à 5          | Pictogramme Football à 5               |    |    |    |    |    |    |    |    |    |    | 1  |   |
| Football à 7          | Football à 7          | Pictogramme Football à 7               |    |    |    |    |    |    |    |    |    |    |    | 1 |
| Goalball              | Goalball              | Pictogramme Goalball                   |    |    |    |    |    |    |    |    |    | 2  |    |   |
| Haltérophilie         | Haltérophilie         | Pictogramme Haltérophilie              |    | 2  | 3  | 3  | 3  | 3  | 3  | 3  |    |    |    |   |
| Judo                  | Judo                  | Pictogramme Judo                       |    | 4  | 4  | 5  |    |    |    |    |    |    |    |   |
| Natation              | Natation              | Pictogramme Natation                   |    | 15 | 15 | 15 | 14 | 14 | 15 | 15 | 15 | 15 | 15 |   |
| Rugby                 | Rugby                 | Pictogramme Rugby-fauteuil             |    |    |    |    |    |    |    |    |    |    |    | 1 |
| Tennis                | Tennis                | Pictogramme Tennis en fauteuil roulant |    |    |    |    |    |    |    | 1  |    | 2  | 3  |   |
| Tennis de table       | Tennis de table       | Pictogramme Tennis de table            |    |    |    |    | 4  | 4  |    |    |    | 2  | 2  |   |
| Tir                   | Tir                   | Pictogramme Tir                        |    | 2  | 2  | 2  | 1  | 1  | 1  | 1  | 2  |    |    |   |
| Tir à l'arc           | Tir à l'arc           | Pictogramme Tir à l'arc                |    |    |    |    |    | 4  | 3  | 2  |    |    |    |   |
| Voile                 | Voile                 | Pictogramme Voile                      |    |    |    |    |    |    |    |    | 3  |    |    |   |
| Volley-ball           | Volley-ball           | Pictogramme Volley-ball assis          |    |    |    |    |    |    |    |    |    | 1  | 1  |   |
| Août - Septembre 2012 | Août - Septembre 2012 | Août - Septembre 2012                  | 29 | 30 | 31 | 1  | 2  | 3  | 4  | 5  | 6  | 7  | 8  | 9 |

|  | Cérémonies |  | Jour de compétition |  | Jour de finale | 4 | Nombre de finales |

### Tableau des médailles
Les dix premières nations au classement des médailles de leurs athlètes sont :
- Pays organisateur (Royaume-Uni)

| Rang | Nation          | Or | Argent | Bronze | Total |
| ---- | --------------- | -- | ------ | ------ | ----- |
| 1    | Chine           | 95 | 71     | 65     | 231   |
| 2    | Russie          | 36 | 38     | 28     | 102   |
| 3    | Grande-Bretagne | 34 | 43     | 43     | 120   |
| 4    | Ukraine         | 32 | 24     | 28     | 84    |
| 5    | Australie       | 32 | 23     | 30     | 85    |
| 6    | États-Unis      | 31 | 29     | 38     | 98    |
| 7    | Brésil          | 21 | 14     | 8      | 43    |
| 8    | Allemagne       | 18 | 26     | 22     | 66    |
| 9    | Pologne         | 14 | 13     | 9      | 36    |
| 10   | Pays-Bas        | 10 | 10     | 19     | 39    |

## Événements et résultats marquants

### Nations
Résultats marquants par discipline :
- La Chine domine les épreuves d'athlétisme, obtenant 33 médailles d'or (sur 170), et 86 médailles au total[23]. Les Chinois se classent également premiers en natation avec 24 médailles d'or (sur 148), et 58 médailles au total[24]. De même en escrime, avec dix médailles dont six en or[25]. Et ils dominent de manière écrasante le tennis de table, avec 14 médailles d'or (sur 29) et 21 médailles au total (loin devant les Polonais classés deuxièmes avec cinq médailles dont trois en or)[26].
- Les Britanniques demeurent la puissance dominante en cyclisme sur piste, avec quinze médailles dont cinq en or, mais sont talonnés par les Chinois (neuf médailles dont cinq en or)[27]. Les Britanniques conservent également leur place à la tête du podium en équitation, avec onze médailles dont cinq en or[28].
- Le Nigeria domine les épreuves de force athlétique, obtenant douze médailles dont six en or, l'Égypte faisant également bonne figure[29].
- En tennis, les Néerlandaises obtient les trois places sur le podium en simple dames, et l'or et l'argent en doubles[30].
- Le Brésil conserve son titre paralympique en cécifoot (hommes), pour les troisièmes Jeux consécutifs[31]. En football à 7 (hommes), l'Ukraine, vainqueur en 2004 et 2008, perd son titre en finale face à la Russie[32].
- En volleyball chez les hommes, l'Iran, championne paralympique à tous les Jeux depuis 1988 inclus, sauf en 2004, est battue en finale par la Bosnie, championne en 2004 et finaliste en 2000 et 2008. Chez les femmes, la Chine conserve son titre paralympique, obtenu lors de l'introduction de l'épreuve féminine en 2004[33].

Premières médailles :

Six pays obtiennent leur première médaille d'or aux Jeux paralympiques :
- Le Chili (qui participe aux Jeux depuis la restauration de la démocratie en 1992 mais n'a jamais obtenu de médaille) avec Cristian Valenzuela dans le 5 000 m T11 (catégorie pour athlètes totalement aveugles)[34].
- Les Fidji (dont c'est la septième participation aux Jeux) avec Iliesa Delana en saut en hauteur hommes T42 (amputé jambe)[35]. C'est non seulement la première médaille paralympique ou olympique fidjienne, de n'importe quelle couleur, mais aussi la première médaille d'or paralympique (ou olympique) jamais remportée par un athlète représentant un pays des îles du Pacifique[36].
- La Macédoine, avec Olivera Nakovska-Bikova en tir au pistolet femmes SH1 (catégorie pour athlètes capables de porter le pistolet sans support). La Macédoine avait auparavant obtenu une médaille d'argent aux Jeux d'Athènes en 2004[37].
- La Namibie avec Johanna Benson dans le 200 m T37 (catégorie pour athlètes hémiplégiques)[38]. La Namibie avait auparavant obtenu une médaille de bronze aux Jeux de Pékin en 2008[39].
- La Roumanie avec Carol-Eduard Novak en cyclisme sur piste, poursuite individuelle, catégorie C4 (qui regroupe divers handicaps physiques). Le même Carol-Eduard Novak avait obtenu la première et seule autre médaille paralympique de la Roumanie en 2008 : une médaille d'argent[40].
- La Serbie obtient ses deux premières médailles d'or en tant que pays indépendant et distinct du Monténégro, après deux médailles d'argent lors de sa première participation en tant que tel en 2008[41].

Outre le Chili et les Fidji, dont la première médaille paralympique est une médaille d'or, trois pays obtiennent leur première médaille aux Jeux paralympiques :
- L'Éthiopie, avec Wondiye Fikre Indelbu qui décroche la médaille d'argent au 1 500 m hommes T46 (amputé bras)[42].
- L'Ouzbékistan, qui obtient une médaille d'argent avec le judoka Sharif Khalilov[43].
- Le Sri Lanka, avec Pradeep Sanjaya, un soldat handicapé de guerre qui obtient le bronze au 400 m hommes T46[44],[45].

### Athlètes
- Le coureur sud-africain Oscar Pistorius, la « star des Jeux »[46], qui a également participé aux Jeux olympiques parmi les valides, est détrôné sur l'épreuve du 200 m (T44) par le Brésilien Alan Oliveira, et sur le 100 m par le Britannique Jonnie Peacock, mais conserve son titre paralympique sur le 400 m, et obtient également la médaille d'or en équipe sur le relai 4×100 m T42-44[47].
- L'Irlandais Jason Smyth « demeure le coureur paralympique le plus rapide de tous les temps », obtenant l'or sur le 100 m catégorie T13 (déficients visuels) en 10,46 s[48].
- La nageuse australienne Jacqueline Freney, atteinte d'infirmité motrice cérébrale, est l'athlète la plus titrée de ces Jeux, avec huit médailles (six individuelles et deux en équipe), toutes en or, catégorie S7[49],[50].
- Le nageur brésilien Daniel Dias, né sans mains ni pieds, remporte six médailles, toutes en or, catégorie S5 (handicap lourd)[49],[51].
- La nageuse sud-africaine Natalie du Toit, qui participe à ses derniers Jeux paralympiques après avoir également pris part aux Jeux olympiques parmi les valides en 2008, obtient trois médailles d'or et une d'argent (catégorie S9)[52].
- L'Italien Alex Zanardi, ancien pilote de Formule 1 reconverti au cyclisme handisport après la perte de ses deux jambes dans un accident en piste, remporte deux médailles d'or en cyclisme catégorie H4, en contre-la-montre et en course en ligne[53].
- Le Britannique David Weir remporte quatre médailles d'or dans les épreuves de course T54 (en fauteuil roulant) : le 800 m, le 1 500 m, le 5 000 m et le marathon[54]. Sa compatriote Sarah Storey obtient également quatre médailles d'or, en cyclisme : deux en épreuves sur route, et deux sur piste, catégorie C5 (handicaps les moins lourds)[55].
- Le Marocain El Amin Chentouf améliore de 30 secondes le record du monde du 5 000 mètres catégorie T12 (déficients visuels), en 13:53.77, à tout juste une minute du record du monde des valides[48].
- L'Américain Matt Stutzman, l'archer sans bras utilisant ses pieds, devenu « l'une des figures les plus reconnaissables de ces Jeux paralympiques », obtient la médaille d'argent en individuel libre[56].
- Le Sud-Africain Achmat Hassiem, qui avait perdu une jambe en sauvant son frère d'un requin, obtient la médaille de bronze au 100 m papillon catégorie S10[48].
- Le coureur Houssein Omar Hassan, premier et seul Djiboutien aux Jeux, blessé au tendon au départ de sa course, effectue en boitant la totalité de sa course dans l'épreuve du 1 500 m T46 (catégorie amputé bras), terminant en 11:23.50 sous les acclamations de la foule, après avoir été seul en piste pour les deux derniers tours de piste[57].
- Le nageur Hassani Djae Ahamada, premier et seul Comorien aux Jeux, éliminé pour faux départ dans les séries du 50 m nage libre S9, refuse de quitter la piscine et complète sa course malgré les tentatives pour l'en empêcher, « pour le plus grand plaisir de la foule »[48].
- Le para-cycliste suisse Heinz Frei gagne son quinzième titre paralympique en remportant l'or au contre-la-montre de handbike.

## Incidents
Le 23 août 2012, le Comité olympique jordanien exclut trois des membres de sa délégation. Ils sont soupçonnés d'agression sexuelle dans un camp d'entraînement pour les jeux en Irlande du Nord. Le 2 septembre 2012, le Brésilien Alan Oliveira remporte le sprint 200 m devant le Sud-Africain Oscar Pistorius, pourtant grand favori de l'épreuve. À peine la course terminée, Pistorius dénonce publiquement la longueur des prothèses en forme de lames portées par ses concurrents et met en cause les instances paralympiques. Le 3 septembre 2012, Pistorius est convoqué par le Comité international paralympique désireux de l'entendre. Entretemps, un contrôleur du Comité international paralympique a mesuré les prothèses des huit athlètes en lice lors de l'épreuve.
Un nombre inconnu d'athlètes, estimé au tiers des concurrents, pratiquerait une forme d'auto-mutilation appelée boosting pour accroître leur pression sanguine.

## Diffusion
Ce tableau représente l'audience de la cérémonie d'ouverture. L'audience de la cérémonie d'ouverture est estimée à plus d'un milliard de téléspectateurs.
| Pays            | Chaîne(s) | Téléspectateurs | Part d’audience (%) | Références |
| --------------- | --- | --------------- | ------------------- | ---------- |
| Australie       | ABC |                 |                     | [ 63 ]     |
| Brésil          | Globo et SporTV |                 |                     | [ 64 ]     |
| Canada          | CTV TSN2 RDS Sportsnet One |                 |                     | [ 65 ]     |
| France          | TV8 Mont-Blanc: diffusion des épreuves France Télévisions : France Ô (cérémonies d'ouverture et de clôture), France 2 et France 3 (résumés) |                 |                     |            |
| Grande-Bretagne | Channel 4 |                 |                     | [ 68 ]     |